# 王昇 (永樂進士)
王昇，福建漳州府龍溪縣人，明朝政治人物，官至撫州府知府。

## 生平
永樂元年（1403年），福建鄉試中舉。永樂二年（1404年）甲申科進士，改庶吉士。，出任安福、罗田二县知县，改平凉府推官，转大理寺评事，寻迁寺正。官至撫州府知府。